# Christian Conrad Sophus Danneskiold-Samsøe (1800-1886)
 Der er flere personer med dette navn, se Christian Conrad Sophus Danneskiold-Samsøe.
Christian Conrad Sophus lensgreve Danneskiold-Samsøe (født 16. september 1800 på Gisselfeld, død 4. april 1886 i København) var en dansk adelsmand og gehejmeråd.
Han var født 16. september 1800 som søn af Christian Conrad Sophus Danneskiold-Samsøe og Henriette Danneskiold-Samsøe (født Kaas), blev student 1818, 1822 hofjægermester, 1824 juridisk kandidat, var 1825-35 assessor auscultans i Højesteret og i adskillige år deputeret ved Stænderforsamlingen i Roskilde; ved Christian 8.s tronbestigelse blev han overstaldmester, 1841 kommandør og 1842 storkors af Dannebrogordenen, 1848 overskænk, gehejmekonferensråd. 1869 succederede han sin broder i besiddelsen af Grevskabet Samsøe, tog året efter sin afsked som
overskænk og udnævntes til Ridder af Elefanten.
Efter sin moder Henriette Danneskiold-Samsøe (d. 1843) havde Danneskiold-Samsøe arvet Holmegaard Gods med dertil hørende glasværk, hvis drift han udvidede og ledede med megen dygtighed. Han lod også landstedet Enrum opføre ved Vedbæk. Som lensgreve blev han tillige overdirektør for Gisselfeld Kloster, hvilket han snart efter udvidede, og desuden gjorde han sig fortjent ved oprettelsen af Gisselfeld Livrentefond (1873); af egne midler stiftede han et legat (100.000 kr.) for studerende. På sine godser imødekom han tidens fordringer ved salg til arvefæste på en for bønderne særdeles gunstig måde. Mod sine undergivne var han human, ligesom han i det hele var velvillig og godgørende. Hans smukke, livlige og ridderlige personlighed passede til en grand seigneur af den gamle skole. Død 4. april 1886.
Danneskiold-Samsøe ægtede 1833 en engelsk dame, Lady Elisabeth Bruce (1807-1848). Gift 2. gang 1850 med Anna Lovise Amalie von Zytphen, f. 1818, datter af generalmajor Ernst Frederik von Zytphen og hofdame hos dronning Caroline Amalie.
Han er begravet på Gisselfeld Gods.